# بوبل شوتر
بوبل شوتر (بالإنجليزية: Bubble Shooter)‏ هي نسخة من لعبة بازل بوبل آركيد التي أصدرتها شركة تايتو في عام 1994.
أُطلقت اللعبة بشكل رسمي في 2002، ثم على نظام التشغيل آي أو إس في عام 2010، وعلى أندرويد في عام 2012.
في عام 2015 باعت شركة أبسولوتست عنوان آي بي اللعبة لشركة إليون داينامكس، مما أدى إلى توسيع العلامة التجارية على الهاتف المحمول في فيسبوك ومنصة الألعاب الإلكترونية المحمولة سكيلز.

## أوضاع اللعب
يوجد وضعان للعبة:
- الإستراتيجية
- الآركيد

## روابط خارجية
- الموقع الرسمي للعبة